# Jordbundslære
Jordbundslære eller pedologi (af græsk πέδον pedon = "jordbund") er læren om jordbundens sammensætning, dannelse og typeinddeling. Jordbundsgeografi er den særlige gren af jordbundslæren, der drejer sig om at beskrive og forklare de stedlige jordbundsuligheder og deres årsager.
Jordbunden er ikke et uforanderligt og stabilt levested for væksterne, men det er snarere stedet for talrige påvirkninger mellem klimaforholdene, jordbundens levende organismer og førne, råjordens mineralske materialer og nedbrydningsprodukterne fra dem. Med tiden ændres jordbunden, og der dannes forskellige lag, horisonter, i den, mens den nærmer sig en stabil tilstand.
Jordbrugerne (f.eks. agronomer og bønder) viste fra begyndelsen ikke megen interesse for jordbundens foranderlighed. De så den som et sted, hvis kemiske, fysiske og biologiske egenskaber var nyttige i tjeneste hos landbrugets produktivitet. Pedologer og geologer var på deres side ikke synderligt interesserede i den landbrugsmæssige anvendelse af jordbundens muligheder, men meget mere i dens forhold til naturen og landskabshistorien.
Nu til dags er pedologerne lige så interesserede i en praktisk anvendelse af kundskaben om de processer, der påvirker jordbundens udvikling, f.eks. gennem fortolkning af dens miljømæssige fortid og forudsigelse af konsekvenserne ved omlægning i brugen af landbrugsjorden. Samtidig har agronomerne fået forståelse for, at den dyrkede jord er et komplekst medium, hvis egenskaber ofte er resultatet af flere tusinde års udvikling. De indser, at den øjeblikkelige balance er sårbar, og at kun en grundig viden om jordbundens forhistorie gør det muligt at sikre en bæredygtig fortsættelse af jordbruget.

## Historisk baggrund
Jordbundslæren udvikledes i 1800-tallet. Allerede tidligere havde man opdaget, at det ikke var ligegyldigt for afgrødeudbytternes størrelse, hvorledes jorden blev behandlet. Gødningstilførsel, braklægning, omdrift (afgrødeskifte), pløjning i rygge og lignende var alle fremgangsmåder udviklet siden middelalderen på erfaringens grundlag.
Et stor fremskridt blev opnået i 1840, da Justus von Liebig gennem sine banebrydende arbejder anlagde en kemisk forståelse af jordbunden og dens ydeevne. Han udviklede den betragtning, at jordbunden kunne sammenlignes med en bankkonto, idet plantenæringsstofferne var at betragte som indsat formue, hvis beståen beroede på, om der blev indsat lige så store mængder, som afgrøderne udtog i forbindelse med deres vækst – med andre ord: af tilførslen af gødning. Von Liebig formulerede endvidere det princip, at afgrødevæksten var begrænset af det plantenæringsstof, som der for en afgrødes vækst var mindst mængder af i forhold til behovet. Men von Liebig nåede ikke frem til en forståelse af ulighederne i jordbundssammensætningen og årsagerne hertil.
Moderne jordbundslære fik først sit gennembrud omkring 1870, da den russiske jordbundsforsker V.V. Dokutjajev erkendte eksistensen af jordbundsprofilerne og nåede frem til årsagerne til disses ulige former som værende sammenhængende med klima- og plantebælter. Dermed var vejen åbnet for den forskning, der førte frem til moderne jordbundslære.

## Hvad er jord?
Jord er et sammensat miljø bestående af fire dele:
1. uorganisk materiale (mineraler)
2. organisk materiale (mere eller mindre nedbrudt)
3. vand
4. luft

Sammensætningen af disse bestanddele veksler fra sted til sted og med jorddybden, men i grove træk kan man regne med, at de faste bestanddele tilsammen udgør halvdelen (og heraf udgør mineraler almindeligvis mere end 90%), mens vand og luft – der befinder sig i poremellemrum – udgør den anden del. Sammensætningen vil dog variere dels over kortvarig, dels over langvarig tid. Således vil et regnskyl kortvarigt betyde, at vand optager en større dels af poremellemrummet end luft. Omvendt vil tørke indebære, at luftens andel vokser i forhold til vandet på grund af fordampning og manglende vandtilførsel.
Jordbunden kan siges at udgøre den del af jordens overflade, der befinder sig over den uorganiske undergrund og hvor planter og dyr lever.

## Jordbundens lagdeling
Jordbunden er ikke ens fra øverst til nederst men mere eller mindre lagdelt. De lag, der kan udskilles og som afviger indbyrdes med hensyn til:
1. tykkelse,
2. fremtræden (konstitution[2])
3. farve[3],
4. struktur,
5. surhedsgrad (pH-værdi),
6. indhold af organisk stof,
7. sammensætning af mineraler,
8. tekstur,

kaldes i fagsproget for horisonter, mens den samlede lagserie kaldes en soil-serie (engelsk: soil profile).
Man skelner mellem overordnede og underordnede horisontbetegnelser. De overordnede horisonter, der kan forekomme, er fra øverst til nederst følgende:
L. Frisk (unedbrudt) organisk materiale;
F. Delvist nedbrudt organisk materiale;
H. Vel nedbrudt organisk materiale, hvor de oprindelige vækststrukturer ikke mere lader sig genkende;
O. Tørv: plantematerialet ophobes og bevares under våde betingelser;
A. En mineral-horisont på eller lige under jordoverfladen, hvor det organiske materiale er sammenblandet med mineraler,
E. En mineral-horisont under A-horisonten, der er lysere i farven og med lavere indhold af organisk materiale, ler og jern på grund af delvis udvaskning;
B. En horisont mørkere i farven under A- og E-horisonten og med større mængder af silikat-ler, jern, aluminium og/eller humus på grund af udfældning fra udvaskning fra de ovenliggende lag;
C. Udgangsmaterialet. En svagt udviklet horisont uden prægene fra de ovenliggende A-, E- og B-horisonter; dog kan der optræde en vis ophobning af dels karbonater, dels opløselige salte;
R. Klippegrund (undergrund).
Underordnede horisontbetegnelser (der tilføjes den overordnede betegnelse) er:
a. Fuldt omsat organisk materiale: Symbolet anvendes med "O" til at angive organisk materiale. Fiberindholdet skal være mindre end 17%.
b. Begravet (genetisk) horisont: Symbolet anvendes i mineraljorde til at angive begravede horisonter med klare genetiske træk, som er udviklet før tildækningen. Genetiske horisonter kan være tilstede eller fraværende i det overliggende materiale, som kan være det samme eller afvigende fra den begravede horisont. Symbolet anvendes ikke til at adskille et organisk lag fra et minerallag.
c. Forekomst af konkretioner og noduler (kemiske udfældningspletter af f.eks. jern eller mangan, der ikke har stor fasthed), blandt andet i dårligt drænede jorder.
d. Kompakt horisont: Naturligt forekommende eller menneskeskabte horisonter med høj volumenvægt, fx kompakt moræne eller pløjesål eller andre mekanisk sammenpressede lag. Rødder findes kun i sprækker og bioturbationer.
e. Delvist nedbrudt organisk materiale: Symbolet anvendes med "O" til at angive organisk materiale med et indhold af rå fibre på 17-40%, som er delvist nedbrudt. Findes normalt i jorde, som er vandmættede i længere perioder, men kan også findes i jorde, som er mættede i kortere perioder.
f. Placisk horisont: Tynd sort til mørkrød og hårdt cementeret horisont. Horisonten er cementeret med jern og mangan eller med jern og organisk materiale. Horisonten er normalt mellem 2 og 10 mm tyk.
g. Stærkt gleypræg: Symbolet anvendes til at angive enten, at jern er reduceret og omflyttet under jorddannelsen, eller at grundvandsmætning har bevaret et reduceret miljø. De fleste af de påvirkede jordlag har lav chroma og mange er plettede. Lav chroma kan skyldes reduktionsprocesser, hvor jern eller sand- og siltpartikler har fået fjernet deres jerncoating. Anvendes ikke for materialer med lav chroma, fx kalkskaller eller E-horisonter, med mindre de er hydrologisk prægede. Bruges "g" sammen med "B" findes andre genetiske træk end gley. Hvis der ikke findes andre pedogenetiske træk end gley, anvendes Cg.
(g). Pseudogley: Symbolet bruges til at angive reduktion og omflytning af jern som følge af midlertidig vandstuvning i horisonten.
h. Illuvial ophobning af organisk materiale. Bruges sammen med s som "hs" hvis den spodiske horisont har value og chroma £ 3.
i. Let nedbrudt organisk materiale: Symbolet anvendes med "O" til at indikere det mindst nedbrudte organiske materiale med et indhold af rå fibre på mere end 40%.
k. Symbolet angiver ophobning af carbonater.
m. Cementering eller hærdning: Symbolet anvendes til at angive kontinuert eller næsten kontinuert cementering. Symbolet bruges kun for horisonter, som er mere end 90% cementerede. Laget er rodhæmmende, og rødder findes kun i sprækker. Cementering med jern angives med "sm".
o. Residual akkumulation af sesquioxider (jernilter).
p. Pløjning eller anden forstyrrelse: Symbolet anvendes til at betegne forstyrrelse af overfladelaget på grund af dyrkning, kvægdrift eller lignende. En forstyrret organisk horisont betegnes "Op". En forstyrret mineralhorisont betegnes Ap, selv om den oprindeligt er en E, B eller C-horisont.
pp. Dybdepløjning: Horisonter der er pløjet til stor dybde, og som består af tydeligt forskellige og dårligt sammenblandede materialer.
q. Symbolet angiver ophobning af silikater.
r. Forvitret eller blødt grundfjeld.
s. Illuvial ophobning af sesquioxider (jern- og aluminium-ilter) og organisk materiale: Symbolet anvendes med "B" for at angive ophobning af illuviale, amorfe og opløselige organiske sesquioxidkomplekser, hvis både de organiske og sesuioxidkomponenterne er tydelige, og value og chroma i horisonten er mere end 3. Symbolet anvendes sammen med "h" som "Bhs", hvis både de organiske og sesquioxidkomponenterne er tydelige, og value og chroma er 3 eller mindre.
t. Ophobning af lermineraler: Symbolet betegner ophobning af ler, enten ved illuviale processer eller ved dannelse og omflytning indenfor horisonten, eller begge. Leret kan findes i form af coatings på aggregat-overflader, i porer eller sprækker, eller som broer mellem sandkorn.
w. Symbolet betegner udvikling af farve eller struktur, eller begge, med lille eller ingen illuvial ophobning af materiale. Bruges ikke til at beskrive overgangshorisont.
x. Fragipan: Symbolet betegner genetisk udviklet fasthed, skørhed eller høj volumenvægt. Disse egenskaber er kendetegnende for fragipan, men nogle horisonter, som betegnes "x", har ikke alle fragipan egenskaberne.
y. Symbolet angiver ophobning af gips.
z. Symbolet angiver ophobning af salte, der er lettere opløselige end gips.

## Jordbundens dannelse
Jordbunden er skabt ved vekselvirkning mellem flere ulige forhold: J = f (cl, o, r, p, t), idet
J angiver jordbunden,
f angiver funktion,
cl angiver klima,
o angiver organismer (planter og dyr),
r angiver relief (jordoverfladens terrænforhold),
p angiver mineralblanding;
t angiver forløben tid.
Denne formel for jordbundens udvikling blev formuleret af Hans Jenny i 1941 og medtager såvel ydre som jordbundens indre egenskaber. Til de anførte forhold kan tilføjes menneskets indgriben (m).
Klimaets indflydelse viser sig på mange måder: temperaturer, fugtighed, evapotranspiration, regnskyllenes egenart og omfang, omfang af solskin med mere. Ikke mindst spiller det en rolle, om nedbøren over stiger fordampningen, idet det nedsivende vand da vil kunne udvaske (og dybere nede udfælde) stoffer.
I muldjorde udgør større regnormearter en meget stor procentdel af dyrelivets samlede biomasse. På en eng i Normandiet var der i gennemsnit 1,4 ton regnorme pr. hektar (eller 140 g pr. m2). Det svarede til vægten af det kvæg, som vedvarende kunne græsse på engen.
Planter og dyr spiller en afgørende rolle for stofnedbrydelsen og -omsætningen i jordbunden: bakterier og svampe medvirker dels ved den indledende nedbrydning af plantemateriale, dels ved omdannelsen til andre kemiske forbindelser; mider, springhaler, regnorme og (i tropiske egne) termitter medvirker i denne forbindelse. Plantedækket spiller desuden en rolle som fastholder af vand og næring og ved delvist at beskytte jordoverfladen mod klimaets indflydelse. Plantedækkets art og sammensætning indflyder tillige på hvilke grundstoffer og vandmængder, der udnyttes.
Relieffet eller jordoverfladens terrænforhold yder indflydelse ved den virkning, det tillader klimaet at udøve. Hvor jordoverfladen hælder, vil regnvand til dels løbe af i stedet for at sive ned i jordbunden, og ligeledes vil terrænhældningen i forhold til solen indvirke på opvarmning og skygge og dermed fordampning og evapotranspiration.
Udgangsmaterialet, herunder mineralblandingen, har indflydelse på hvilke kemiske processer, der kan finde sted.
Tiden spiller en rolle, idet de ulige omdannelser og profildannelser ikke sker på een gang men derimod ved gentagne processer. I en jomfruelig jord (aflejret af isen under en istid) vil der ikke være nogen entydig lagdeling. Den indtræder først, når udvaskning og udfældning har gentaget sig flere gange over en længere periode.
Vil man forstå oprindelsen af et stedligt jordbundsprofil, må man således tillige iagttage de stedlige vilkår i klimatisk og anden henseende og komme til klarhed over hvilke processer, der er fundet sted og hvordan.

## Jordbundsprofildannende processer
Jordbundsprofiler dannes som udfaldet af en række kemiske processer i jordbunden. Man kan skelne mellem:
- forvitring (fysisk forvitring og kemisk forvitring);
- udvaskning;
- lernedslemning, hvor lerpartikler fra øvre lag af nedtrængende vand er ført fra øvre lag og ophobes i nedre lag;
- udfældning af salte eller bestemte grundstoffer;
- podzolering, hvor et øvre lag er udvasket og fremtræder lyst og afbleget, mens et nedre lag fremtræder mørkere som følge af, at de udvaskede stoffer (især aluminium og jern) og humus er udfældet igen;
- gleydannelse, hvor forholdsvis høj grundvandsstand spiller en rolle for det miljø, der findes i jordbunden i en given dybde og blandt andet bevirker, at jern reduceres fra Fe+++ til Fe++.

Forenklet sagt vil regnvand ladet med syrer angribe det nedbrudte organiske materiale og sammen med kultveilte danne forbindelser, som angriber det ikke-nedbrudte materiale.

### Grundregler for jordbundens processer
Grundreglerne for jordbundens processer er enkle:
1. Man må gøre sig klart hvilke grundstoffer og kemiske forbindelser, der kan indgå i jordbundens processer,
2. Man må gøre sig klart hvilke processer, der er mulige,
3. Man må gøre sig klart hvilke processer, der er samtidige, og hvilke, der følger hinanden (og i hvilken rækkefølge),
4. Udfaldet af een proces udgør udgangspunktet for den næste,
5. Processerne følger de kemiske love.

### Forvitring og dens forudsætninger
Jordbundens mineralblanding fremkommer enten ved forvitring af fast klippe eller af løse mineraler. Den omfatter mineraler som:
- kvarts,
- feldspat,
- glimmer,
- augit,
- hornblende,

desuden:
- oxidhydrater af Fe og Al,
- sekundære lermineraler,
- kalciumkarbonat (CaCO3).

Forvitringszonen omfatter kun 5-6 almindelige bjergarter opbygget af 5-6 mineraler og altovervejende sammensat af kun 8 grundstoffer:
- Bjergarterne er:

- skifer,
- sandsten,
- granit,
- kalkbjergarter,
- basalt;

- De vigtigste mineraler er:

- feldspat (Na,K,Ca,Ba)(Al,Si)4O8 – fx kalifeldspat: KAlSi3O8),
- kvarts (SiO2),
- lermineraler (fx kaolinit: Al2Si2O5(OH)4),
- glimmer (KAl2(Si3Al)O10(OH)2),
- kalk-dolomit
- jernoxider (FeO, Fe2O3),
- pyroxener (CaMg(SiO3)2),
- amfiboler (Ca2Mg5(Si4O11)2(OH)2),

der tilsammen udgør 90% (rest 10% til andre). De vigtigste grundstoffer er således:
- O (ilt)
- Si (silicium)
- Al (aluminium)
- Fe (jern)
- Mg (magnesium)
- Ca (calcium)
- Na (natrium)
- K (kalium)

desuden (for at fremkalde forvitringsprodukter):
- H (brint)
- C (kul)

Fysisk forvitring kan forekomme af følgende årsager:
1. frost, hvorved vand udvider sig 9%. Vand, der i varmeperioder er trængt ind i sprækker, udøver et (teoretisk) tryk på 10 t/cm² ved ÷22oC (i en spalte er betingelserne dog lidt andre, men virkningen er den samme: den udvidede is vil fremme opspaltningen);
2. opvarmning/afkøling, især i tropiske og subtropiske områder, hvor de store temperaturudsving bevirker skalsprængninger, idet de fleste bjergarter ar dårlige varmeledere: de består af ulige mineraler med uens varmefylde og udvidelseskvotient;
3. fugtning/udtørring, idet lerholdige materialer ved udtørring sprækker til fremme for nedbrydningen;
4. erosion af vand, vind og/eller is;
5. sprængninger af planterødder og lignende.

Kemisk forvitring optræder ved en af følgende årsager:
1. iltning (eksempel: 4FeO + O2 → 2Fe2O3 (hæmatit));
2. reduktion (eksempel: 2Fe2O3 → 4FeO + O2);
3. opløsning (eksempler: NaCL → Na+ + Cl÷; CaCO3 + CO2 + H2O → Ca(HCO3)2);
4. hydrolyse (eksempel: KAlSi3O8 + H2O → HAlSi3O8 + KOH);
5. hydrering (eksempel: CaSO4 (anhydrit) + H2O → CaSO4 (gips) + H2O);
6. karbonatdannelse (eksempel: 2KOH + H2O + CO2 → K2CO3 + 2H2O).

### Tilgængelighed for planterne
Forudsætningen for, at næringssaltene ikke umiddelbart bliver udvaskede, men bevares i jorden som tilgængelige for planterne, er omfanget og tilstedeværelsen af ler og humus. Begge disse jordkolloider bliver under indflydelse af vand elektrisk ladede og opløses til kationer og anioner. De optager anioner (÷ ioner) og bliver derved negativt ladede. Det betyder, at de kan fastholde positivt ladede kationer (+ ioner). Det betyder også, at de med deres mange (flervalente) kationer kan sammenbinde flere kolloide molekyler sammen (kaldet klyngedannelse eller flokkulering), så der opstår byggeblokke (kaldet mononer) af kolloider med kationbelægninger. Disse byggeblokke kan yderligere hæftes sammen til makrobyggeblokke (polyoner), der kan sammenbindes med andre og grovere jordpartikler under dannelse af jordkrummer eller humusmolekyler – ofte omgivet af en vandhinde (miceller).
Altså: oprindelige kemiske forbindelser opløses i ioner, en del ioner bliver bundet af ler og humus, andre føres med vandet nedad og kan ved tilstrækkelig ophobning udfældes – eller blive ført helt bort fra jordbunden med vandet. Jordbundens plantevækst og dyreliv indvirker på procesforløbene.

### Udvaskning og dens forudsætninger
Kemisk forvitring bevirker sammen med vand dels frigørelse af uorganiske salte, der optræder som ioner (dels kationer: NH4+, K+, Ca++, Mg++, dels anioner: NO3÷, SO4÷÷, HPO4÷÷, H2PO4÷). Disse forbindelser lader sig bortføre af det nedsivende vand.
Udvaskningen kendetegnes ved, at ulige kemiske forbindelser har uens rørlighed. Man kan i overensstemmelse hermed udskille fire grupper:
1. anioner Cl÷ og SO4÷÷,
2. kationer Ca++, Na+, Mg++, K+,
3. kvarts SiO2,
4. sesquioxider Fe2O3 og Al2O3.

### Lernedslemning og dens forudsætninger
Under udvaskning af lerjorder vil pH på et tidspunkt være omkring 5-6. Under disse forhold er vilkårene gunstige for at lermineraler fra øvre lag føres ned i undergrunden af det nedsivende vand. Fra omkring 50 cm`s dybde vil leret atter blive aflejret og kan danne hinder (lerskind), der under særlige forhold kan lukke så mange porer, at luftskiftet bliver hæmmet.

### Podzolering og dens forudsætninger
I stærkt forsurede sandjorder med pH omkring 4 og hvor der tillige er udviklet et morrlag, kan der ske en udvasking af sesquioxider (Fe2O3 og Al2O3) fra de øvre jordlag, der efterfølgende udfældes i dybere liggende lag. Denne udvaskning af sesquioxider sker i binding til humusforbindelser, der er udviklede under et morrlag. Udfældning kan ske, når en tilstrækkelig stor del af humusforbindelserne har bindinger til jern eller aluminium. Podzoleringen vil fremtræde ved, at de øvre lag er afblegede, mens B-horisonten øverst vil være sort som følge af et stort humusindhold (humus-al), og umiddelbart der under mørk rødbrun som følge af jernilterne (jern-al). B-horisonten vil fremtræde cementeret som følge af, at sesquioxiderne sammenkitter sandkornene.

### Gleydannelse og dens forudsætninger
Gleydannelse forekommer under forhold, hvor grundvandsstanden vedvarende står højt i jordbunden. Vandets tilstedeværelse indebærer fravær af luft og dermed ilt. Under disse forhold reduceres jern til Fe++, hvilket giver grønlige eller blålige farver – eller udvaskes og efterlader grå farver.

## Udviklingsforløb for jordbundens lagdeling
Til belysning af udviklingsforløbet ved dannelsen af jordbundslagdeling kan bruges to ulige jorder: en lerjord og en sandjord.

### Udviklingsforløbet for jordbundslagdelingen på en lerjord
På en kalkholdig lerrig aflejring som f.eks. moræneler vil der indledningsvis dannes to jordlag i form af en jord med en humusholdig horisont (A-horisont) beliggende oven på det jordbundsmæssigt uforstyrrede geologiske udgangsmateriale (C-horisont).
Forvitringsprocesser vil dog hurtigt føre til, at der fra A-horisonten udvaskes jernilte og jernhydroxider, der efterfølgende vil blive udfældet nedenfor i en Bw-horisont. Herved er dannet en typisk brunjord.
Det vand, der siver ned gennem jordbunden, får kalken til langsomt at trænge nedefter i jordbunden, og de øverste dele af jordbunden bliver surere. I takt med calsiumudvaskning og strukturdannelse under A-horisonten opstår de rette betingelser for lernedslemning. Herefter dannes en lerudvaskningshorisont (E-horisont) og under denne en lerudfældningshorisont (Bt-horisont).
Det næste trin i udviklingen er, at lerudfældningshorisonten langsomt nedbrydes. Lerudfældningshorisonten vil da fremtræde med en mængde mere eller mindre lodretgående afblegede tunger af lerudvasket materiale, der kan være flere cm brede (Bt/E-horisont). Over en længere tid kan lerudfældningshorisonten helt nedbrydes, og/eller der kan udvikles en podsol i lerudvaskningshorisonten. Meget få jorder i Danmark er endnu nået dertil.

### Udviklingsforløbet for jordbundslagdelingen på en sandjord
Udviklingen i sandjorder begynder i princippet på samme måde som for lerjorderne: Der dannes først en humusholdig horisont (A-horisont) over det af jordbundsprocesser uforandrede geologiske udgangsmateriale (C-horisont). Dernæst dannes en brunfarvet horisont, skabt ved forvitringsprocesser med frigivelse af sesquioxider (jern- og aluminium-ilter) (Bw-horisont). Herved dannes en brunjord.
Udviklingen fortsætter med podsoleringsprocesser, der kan ende med en typisk podsol, det vil sige en jord, der både har en veludviklet humus-al-horisont (Bh-horisont) og en veludviklet ofte cementeret jern-al-horisont (Bs-horisont). Et sidste og mere sjældent forekommende udviklingstrin er dannelse af lyse tunger af blegsand (E-materiale) omkranset af sort Bh-materiale, der gennemskærer Bs-horisonten.

## Jordbundstyper og deres udbredelse
FAO skelner mellem lidt over hundrede jordbundstyper, der samles i 26 hovedgrupper, nemlig:
1. Fluvisols (J): uudviklet jordbundsprofil på nyere flod-, sø- eller havaflejringer, i Danmark således marsken i Vadehavet og gamle, nu indvundne, havbunde;
2. Regosols (R): uudviklet jordbundsprofil på andre nyere løse materialer, fx sand, i Danmark således klitområderne langs den jyske vestkyst;
3. Lithosols (I): findes på klippegrund, hvor jordbundsudviklingen er så ringe, at profildybden er mindre end 10 cm, således blandt andet stedvis på den skandinaviske halvø;
4. Gleysols (G): er jorder med udpræget gleypræg, det vil sige dårligt drænede jorder med høj grundvandsstand, i Danmark således på Litorina-fladen (hævet havbund) omkring Limfjorden;
5. Rendzinas (E): er jorder udviklede på bjergarter med højt indhold af calciumcarbonat;
6. Rankers (U): er jorder udviklede på sure bjergarter;
7. Andosols (T): er knyttet til vulkansk aske og forekommer kun i områder med vulkansk virksomhed;
8. Vertisols (V): er lerrige jorder, der revner i tørre perioder, og udviklede på basiske bjergarter. De findes fortrinsvis i varmt klima med udpræget regn- og tørketid;
9. Yermosols (Y): er jorder i meget tørre områder så som ørkener og halvørkener;
10. Xerosols (X): findes de samme steder som yermosols men har en A-horisont;
11. Solonchaks (S): har en høj saltholdig horisont;
12. Planosols (W): findes i plane områder og har en meget kraftig lernedslemning, der kan opstemme vand i de øvre lag;
13. Kasternozems (K): har en calcium- eller gips-horisnt i ringe dybde og forekommer i tørre klimaer nær ørken- og halvørkenområder;
14. Chernozems (C): også kaldet sortjorde, fortrinsvis udbredt på løssaflejringer, har en sort A-horisont lige under jordoverfladen, almindeligvis meget tyk, der går jævnt over i en brun B-horisont og uden en E-horisont;
15. Phaeozems (H);
16. Greyzems (M);
17. Cambisols (B);
18. Luvisols (L): har en B-horisont med et lerindhold højere end over- og underliggende lag som følge af lernedslemning og med en basemætningsgrad på over 50%. I Danmark er luvisols udbredt på øerne og i det østlige Jylland fra syd indtil Randers Fjord;
19. Acrisols (A): ligner luvisols men har en basemætningsgrad på under 50%;
20. Podzols (P): har en markant udfældningshorisont for jern- og/eller aluminium under en udvasket og afbleget E-horisont. Podzols findes kun i fugtige klimaer med nedbørsoverskud og fortrinsvis på sandede udgangsmaterialer. I Danmark er podzols udviklet i det vestlige Jylland på bakkeøer og hedesletter;
21. Podzoluvisols (D): har en lerhorisont med pletvise rustfarvede jernudfældninger;
22. Nitosols (N): forekommer i tropiske områder;
23. Ferralsols (F): har et lerindhold overvejende bestående af jern- og aluminiumhydroxider og forekommer i fugtigt, tropisk klima;
24. Arenosols (Q): er sandede jorder, som regel uden udpræget profiludvikling.
25. Histosols (O): har en mere end 40 cm tyk O-horisont med mere end 20% organisk materiale, i Danmark således mosejorder.

## Berømte pedologer
- Vasilij Vasilijevitj Dokutjajev
- E. W. Hilgard
- Hans Jenny
- P.E. Müller
- Bernard Palissy
- Olivier de Serres